# Alfred Scheiwiler
Alfred Scheiwiler (4 febbraio 1956) è un ex calciatore svizzero, di ruolo centrocampista.

## Carriera

### Nazionale
Ha collezionato 14 presenze con la propria Nazionale.